# Ljungby (Gemeinde)
Koordinaten: 56° 50′ N, 13° 56′ O

Ljungby ist eine Gemeinde (schwedisch kommun) in der schwedischen Provinz Kronobergs län und der historischen Provinz Småland. Der Hauptort der Gemeinde ist Ljungby.
Sie zählt zu den größten schwedischen Gemeinden südlich der Hauptstadt Stockholm und umfasst einen Teil Südschwedens mit unberührter Natur und dünn besiedelter Landschaft. Zur Gemeinde Ljungby gehören auch große Teile der Seen Bolmen und Möckeln.

## Geschichte
Bei der Reform der Kommunenstruktur im Jahr 1952 bildeten sich sieben Kommunen um Ljungby. Das waren: Annerstad (aus vier Kirchspielen), 
Berga (aus drei Kirchspielen), Forsheda (aus sechs Kirchspielen), Hamneda (aus drei Kirchspielen), Lidhult (aus drei Kirchspielen, incl. der im Jahr 1922 gebildeten Ortsstruktur Lidhult), Ryssby (aus drei Kirchspielen) und Unnaryd (aus drei Kirchspielen). Die Stadt Ljungby war bei dieser Reform nicht dabei.
1971 wurde die Kommune Ljungby gebildet. Sie bestand aus der Zusammenlegung von Annerstad, Berga, Hamneda und Ryssby. Die alten Kommunen Forsheda, Lidhult und Unnaryd wurden geteilt und zum Teil der Kommune Ljungby zugeschlagen.
Durch die Gemeinde Ljungby führte früher die Reichsstraße 1 (RV1), die später zur E 4 wurde. Man findet Teile der ehemaligen Trasse heute noch in der Gemeinde. Diese Teilstücke sind ausgeschildert und heißen jetzt Riksettan. Bei Hallsjö befindet sich die auf das Mittelalter zurückgehende Kirchenruine von Hallsjö sowie südlich hiervon die Gräberfelder von Hallsjö.

## Wappen
Aufbau: Ein grünes Feld auf dem ein goldener gewellter Balken liegt und das Feld mittig teilt. Im oberen Bereich sind 3 Hammer zu sehen, die auf dem Stil stehen. Im unteren Teil steht ein Merkurstab, alles in Gold gehalten. 
Als die Stadt Ljungby 1936 Stadtrechte bekam, ließ man beim zuständigen staatlichen Amt (Riksheraldikerämbetet) dieses Wappen erarbeiten. Das Bild gibt Hinweise auf den Fluss Lagan und auf Handwerk und Handel. Nach der Kommunenbildung wurde das Wappen unverändert weiter genutzt, die  Wappen von Berga und Bolmsö verschwanden. Das Wappen ist für die Kommune seit 1974 beim staatlichen Patent- und Registrierungsamt (PRV) registriert.

## Größere Orte
Neben dem Hauptort Ljungby gibt es in der Gemeinde sieben weitere Tätorte: Agunnaryd, Angelstad, Kånna, Lagan, Lidhult, Ryssby und Vittaryd.

## Persönlichkeiten
- Olof Johansson, Politiker

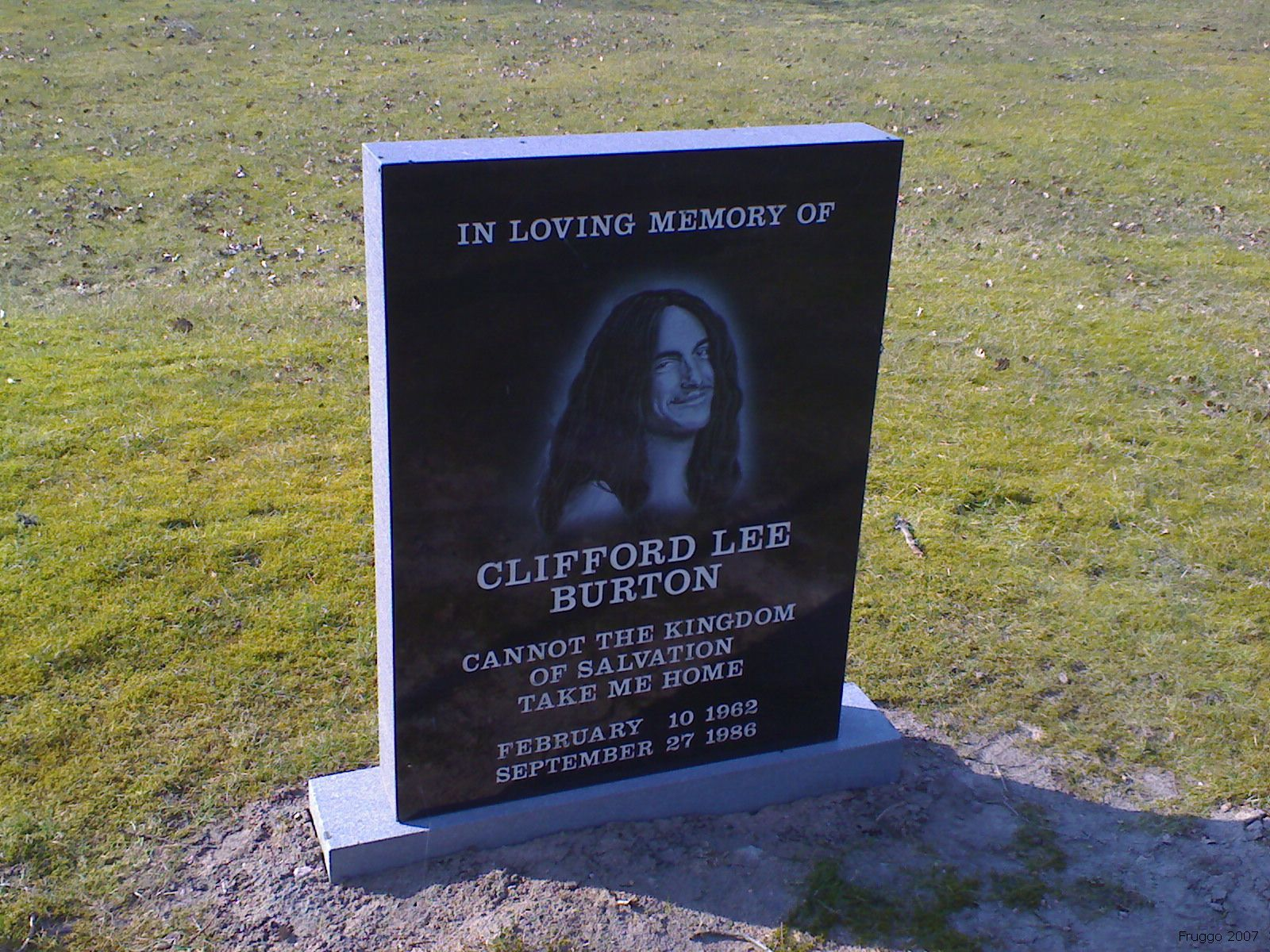
Gedenkstein für Cliff Burton

- Ingvar Kamprad, Gründer des Möbelkonzerns Ikea, wuchs in Agunnaryd auf (steht für das A in IKEA)
- Fanny Roos, Kugelstoßerin und Diskuswerferin, in Ljungby geboren

Der Bassist der Thrash-Metal-Band Metallica, Cliff Burton, starb am 27. September 1986 auf der Fahrt von einem Konzert in Stockholm nach Kopenhagen bei einem Unfall auf der Reichsstraße bei Dörarp in der Gemeinde Ljungby. Nahe der Unfallstelle erinnert ein Gedenkstein an seinen Tod.